# 鈴川絢子
鈴川 絢子（すずかわ あやこ、1991年3月25日 - ）は、日本の女性YouTuber、お笑いタレント。「鉄道好き芸人」として活動している。吉本興業東京本社（旧：よしもとクリエイティブ・エージェンシー）所属。千葉県習志野市谷津出身。

## 人物・来歴
1991年3月25日、千葉県習志野市谷津に生まれる。習志野市立谷津南小学校、習志野市立第一中学校、私立昭和学院高校卒業。高校卒業後の2009年、東海大学に入学し、そこで知り合った伊豆田なつみとともに大学を中退し、2010年、吉本総合芸能学院東京校の16期生として入学。伊豆田とともにお笑いコンビ「F2」を結成した。以降、名義上はお笑いタレントだが、女性アイドル的な活躍をしている。
その一方で、鉄道居酒屋でアルバイトをするなど鉄道好きであることを活かしてピン芸人としても活動。
2013年8月には、YouTubeチャンネルを開設し、同年9月に公開した『恋するフォーチュンクッキー』に合わせて京浜急行電鉄全駅で踊る動画が同12月25日までに再生回数およそ67万回を記録し、京浜急行から感謝状を贈られた。2020年1月27日時点で、YouTubeチャンネル「鈴川絢子/Suzukawa Ayako」の登録者は約83万7000人（お笑い芸人のチャンネルの登録者数としては第9位）。総再生回数は10億回以上にのぼる。
2012年に行われた「かわいすぎる女芸人No.1決定戦」では10位に入った。同年9月、構成作家でディレクターの七野浩史と結婚。
2014年の第2回「かわいすぎる女芸人No.1決定戦」で1位を獲得。授賞式では妊娠5か月であることを自ら明らかにした。同年7月、第一子となる長男・常陸を出産。常磐線の特急列車「ひたち」から命名した。
2015年、F2を解散し、ピン芸人となる。
2017年12月、第二子となる次男・常磐を出産。これまた常磐線の特急「ときわ」から命名した。
ちなみに母方の祖父が千葉商業高等学校野球部監督→元阪神タイガースのトレーニング・コーチ（肩書は参与）であった篠田仁。自身は地元球団の千葉ロッテマリーンズのファンである（夫と長男、次男もロッテファン）。
2022年4月、地元である習志野市のPR大使に任命される。

## 出演番組
記述が無い物はピンでの出演。コンビでの出演には記述あり。

### テレビ
- BS吉テレ（BS日テレ）
  - ナオミクローゼット（鈴川のみ：2013年5月2日・6月20日 / コンビ出演：2013年10月3日）
  - デジ魂（2013年6月17日・9月30日・10月14日）
- 午前零時の岡村隆史（岡村と99人の仲間たち）（TBS系列、2013年11月6日・13日）
- それゆけ!中川電鉄（CS放送 鉄道チャンネル、2014年7月3日・8月7日）
- 中川家礼二の鉄活（TOKYO MX、2015年5月18日 - 2016年6月26日） - 準レギュラー
- アメトーーク!「鉄道芸人」（テレビ朝日、2017年1月26日）[23]
- 日曜もアメトーーク!「鉄道ファンクラブ」（テレビ朝日、2017年1月29日）[24]
- 鉄オタ選手権（NHK BSプレミアム）
  - 小田急電鉄の陣（2018年6月23日）
  - 京成電鉄の陣（2018年11月17日）
  - 京王電鉄の陣（2019年3月2日）
  - 西武鉄道の陣（2019年5月22日）
  - 名鉄電車の陣（2019年11月20日）
  - もう一度見たい超激レア映像スペシャル（2020年7月31日）
  - 東京メトロの陣（2020年10月30日）
  - JR東日本・山手線の陣（2022年3月18日）
  - 2時間SP!鉄道開業150年&JR東日本・新幹線の陣（2022年10月15日）
  - 京成電鉄の陣第二戦（2025年7月6日）
- 東大王（TBS、2021年1月13日）
- 麺鉄 メン食い鉄道 絶景の旅 - 早春の四国・予讃線＆土讃線＆高松琴平電気鉄道編（BS-TBS、2022年3月27日）

### ラジオ
- AKB48のオールナイトニッポン（ニッポン放送、2013年9月20日）

### インターネット番組

#### ニコニコ生放送
公式生放送
- ドリームクリエイター（2012年7月21日・28日）
- ニコニコ神社
  - ニコニコカー神社 in ニコニコ町会議〜岩手県洋野町（2013年7月14日）
  - ニコニコカー神社 in ニコニコ町会議〜愛知県名古屋市（2013年9月22日）
  - ニコニコ神社 in ニコニコ町会議 なんばグランド花月（2013年11月10日）
- ニード・フォー・スピード ライバルズ TV
  - 【TGS2013】NEED FOR SPEED RIVALS TV（2013年9月20日）
  - NEED FOR SPEED RIVALS TV 〜徹底解剖スペシャル〜（2013年12月12日）
- 年末年始ぶっ通し78時間全局テレビ実況（2014年1月2日・3日）※7元生放送。
- 「鈴川絢子」の鉄道配信 24時間一挙放送（2014年8月10日）

チャンネル生放送
不定期配信
- F2鈴川絢子の鉄道配信
- F2鈴川絢子の骨頂生配信（2013年6月23日 - ）

過去のレギュラー
- F2れんだっ!!（ユーザー生放送：2011年9月10日 - 2011年11月23日 / チャンネル生放送に移行：2011年10月28日 - 2012年9月28日）※コンビ出演

単発
- 鈴川ステーション（2013年9月17日・11月20日）

#### その他のネット番組
- よしログ（コンビ出演：2012年8月29日・30日 / 鈴川のみ：2012年9月7日）
- 鈴川絢子の常総線水海道車両基地を見てきた（いばキラTV、2015年3月5日）
- YouTube Live